# Arzo
Arzo é uma comuna da Suíça, no Cantão Tessino, com cerca de 1.062 habitantes. Estende-se por uma área de 2,82 km², de densidade populacional de 377 hab/km². Confina com as seguintes comunas: Besazio, Clivio (IT-VA), Meride, Saltrio (IT-VA), Tremona.
A língua oficial nesta comuna é o Italiano.